# Марк Юній Конг Гракхан
Марк Юній Конг Гракхан (лат. Marcus Junius Kongus Gracchanus; близько 143 до н. е. — бл. 55 до н. е.) — політичний діяч, правник, письменник часів Римської республіки.

## Життєпис
Походив з плебейського роду Юніїв. Про батьків замало відомостей. Народився близько 143 року до н. е. Здобув гарну освіту. Свого часу уславився як знавець права, історії та старожитностей. Займався навчанням законів XII таблиць і преторського права часів царів.
Гай Луцилій наводить Марка Юнія Конга як приклад бажаного для себе читача з помірно гарною освітою. Отримав агномен завдяки дружбі з Гаєм Гракхом, політику якого підтримував. Дружив з відомими красномовцем і політиком Марком Антонієм Оратором. Помер у 55 або 54 році до н. е.

## Творчість
З усього доробку Марка Юнія Гракхана відомо лише про трактат «Про владу» з близько 7 книг, який автор присвятив Титу Помпонію, батькові відомого фінансиста та видавця Тита Помпонія Аттіка. Їй давали високу оцінку Ульпіан, Марк Теренцій Варрон, Макробій, Пліній Старший.